# Wada Hibiki
Hibiki Wada (sinh ngày 16 tháng 6 năm 1999) là một cầu thủ bóng đá người Nhật Bản.

## Sự nghiệp câu lạc bộ
Hibiki Wada đã từng chơi cho Fukushima United FC.